# Zhang Anda
Zhang Anda (张安达S, Zhāng āndáP; Shaoguan, 25 dicembre 1991) è un giocatore di snooker cinese.

## Carriera
Prima di diventare professionista, nel 2008 Zhang Anda viene invitato al torneo di casa China Open, in cui viene battuto per 5-1 da Barry Pinches nel turno delle wildcard.

### Stagione 2009-2010
Nella sua stagione d'esordio, la 2009-2010, il cinese compie l'incredibile impresa di qualificarsi al Campionato mondiale all'età di 18 anni, dopo aver perso ogni turno preliminare in precedenza. Per accedere alla fase finale al Crucible Theatre di Sheffield, Zhang batte Craig Steadman 10-4, il campione del mondo 1991 John Parrott per 10-6, Andrew Higginson 10-8 e con lo stesso risultato Ricky Walden. Malgrado abbia in seguito perso il match di primo turno contro il 7 volte campione Stephen Hendry, Zhang è riuscito comunque a cavarsela in una sfida molto equilibrata: lo scozzese inizia vincendo i primi quattro frames, ma il cinese, con un parziale di 5-1, riporta il match in parità 5-5. Successivamente Zhang riesce addirittura a guidare la contesa sul 7-9, ma subisce una grande rimonta da parte dell'avversario che vince tre frames consecutivi e ottiene il successo per 10-9 al frame decisivo. A fine annata, Zhang si ritrova già al 71º posto nel Ranking.

### 2010-
Dopo essere stato preso in considerazione come uno dei migliori talenti e futuri campioni in prospettiva, Zhang non riesce a ripetere la buona prestazione del Campionato del mondo. Dopo aver perso il posto tra i 128 professionisti alla fine della stagione 2010-2011, Zhang deve aspettare l'Australian Goldfields Open per vincere un match. Nel 2016, conquista le semifinali all'Haining Open, dove viene sconfitto da Li Hang per 4-3. Nel 2017 il cinese arriva per la prima volta ai quarti in un torneo Ranking (l'Indian Open), ripetendo il piazzamento anche al Paul Hunter Classic 2018.

## Vita privata
Zhang Anda si è sposato nel maggio del 2019, anche se la coppia decise di posticipare il viaggio di nozze dato che il giocatore cinese doveva disputare il CBSA Chinese National Championship, torneo di preparazione alla stagione vinto contro Zhao Jianbo.

## Ranking[10]
| Stagione  | Ranking iniziale | Ranking finale |
| --------- | ---------------- | -------------- |
| 2009-2010 | Non classificato | 71             |
| 2010-2011 | 69               | 84             |
| 2012-2013 | Non classificato | 77             |
| 2013-2014 | 76               | 74             |
| 2014-2015 | Non classificato | 83             |
| 2015-2016 | 71               | 65             |
| 2016-2017 | Non classificato | 78             |
| 2017-2018 | 67               | 67             |
| 2018-2019 | Non classificato | 88             |
| 2019-2020 | 74               |                |

## Tornei vinti

### Titoli Non-Ranking: 1
| Titoli Non-Ranking                        | Titoli Non-Ranking | Titoli Non-Ranking | Titoli Non-Ranking |
| ----------------------------------------- | ------------------ | ------------------ | ------------------ |
| Competizione                              | Anno               | Avversario         | Note               |
| Evento di qualificazione alla General Cup | 2015               | Cao Yupeng         |                    |

## Finali perse
| In squadra    | In squadra                               | In squadra                                          | In squadra |
| ------------- | ---------------------------------------- | --------------------------------------------------- | ---------- |
| Competizione  | Anno/Compagno                            | Avversario                                          | Note       |
| Macao Masters | 2018/ Joe Perry, Marco Fu, Mark Williams | Barry Hawkins, Ryan Day, Zhao Xintong, Zhou Yuelong | [ 11 ]     |